# Distrito de Miraflores (Lima)
El distrito de Miraflores es uno de los cuarenta y tres distritos que conforman la provincia de Lima, ubicada en el departamento homónimo, en el Perú. Limita al norte con el distrito de San Isidro, al este con el distrito de Surquillo, al sureste con el distrito de Santiago de Surco, al sur con el distrito de Barranco y al oeste con el océano Pacífico.
En el 2019, ocupa el sexto lugar en el índice de desarrollo humano de los distritos del Perú; sin embargo, se sigue manteniendo dentro de los tres primeros puestos de distritos limeños más caros para adquirir una vivienda, terreno o departamento. Está habitado principalmente por familias de nivel socioeconómico alto.

## Historia

### Cultura Lima

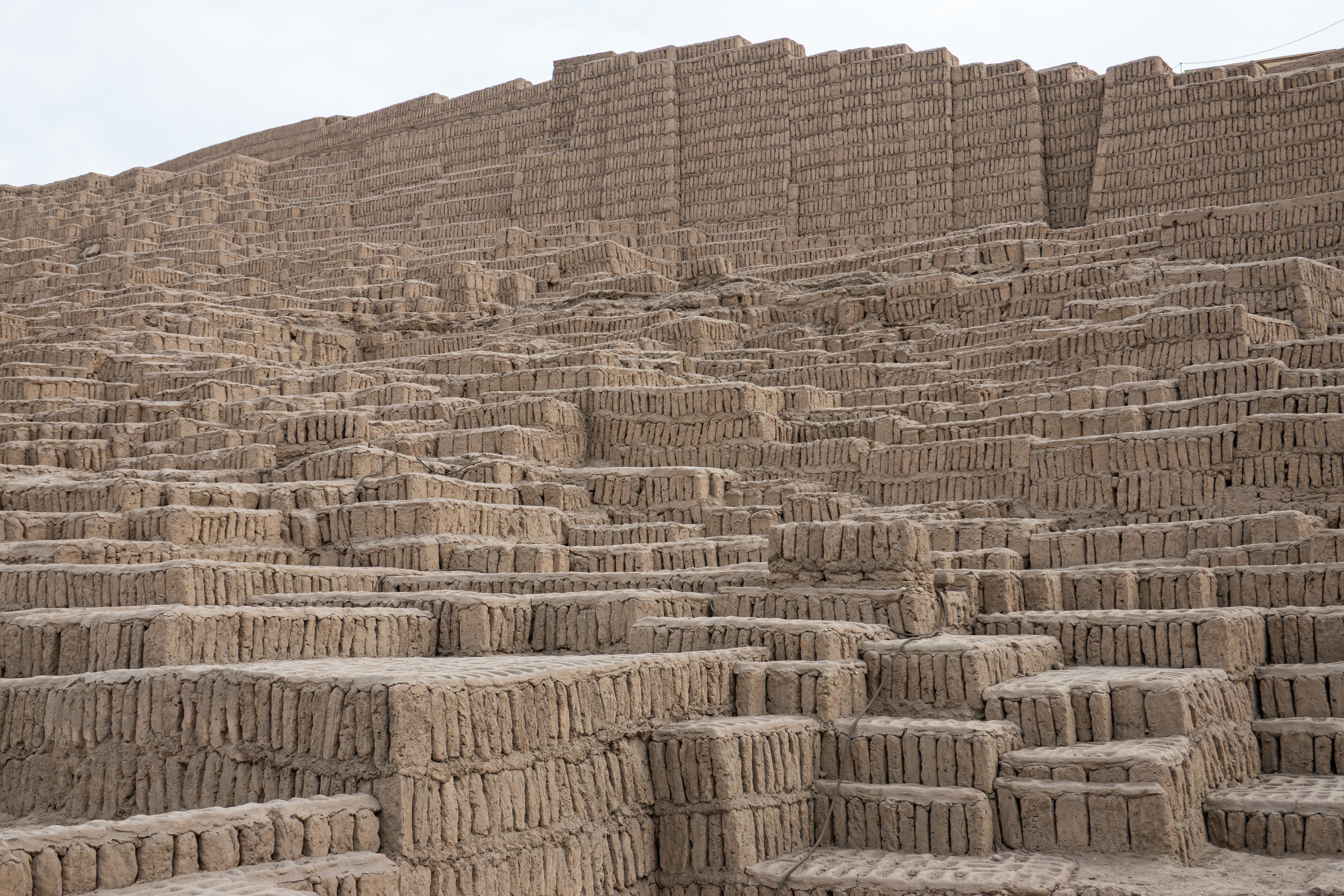
Huaca Pucllana, arquitectura de la Cultura Lima.

La antigua cultura llamada Lima, surgida hacia el siglo II y el III centró su desarrollo en el valle del Rímac, donde se levanta el conjunto arquitectónico de Maranga y en el de Lurín, donde le corresponde la fase más temprana del santuario de Pachacámac. También le corresponden manifestaciones presentes en los valles de Supe, Paramonga y Huarmey, al norte; y Asia, Omas y Mala, al sur.
El monumental complejo de Maranga es, definitivamente, el mayor exponente arquitectónico de la cultura Lima. Los monumentos de Maranga son piramidales, con rampas y gradas, recintos y almacenes levantados con adobes pequeños. Estos centros siguieron vigentes durante la expansión de los waris y luego durante la ocupación inca. Se inscribe también dentro de este fenómeno cultural la Huaca Pucllana.

### Época virreinal y republicana

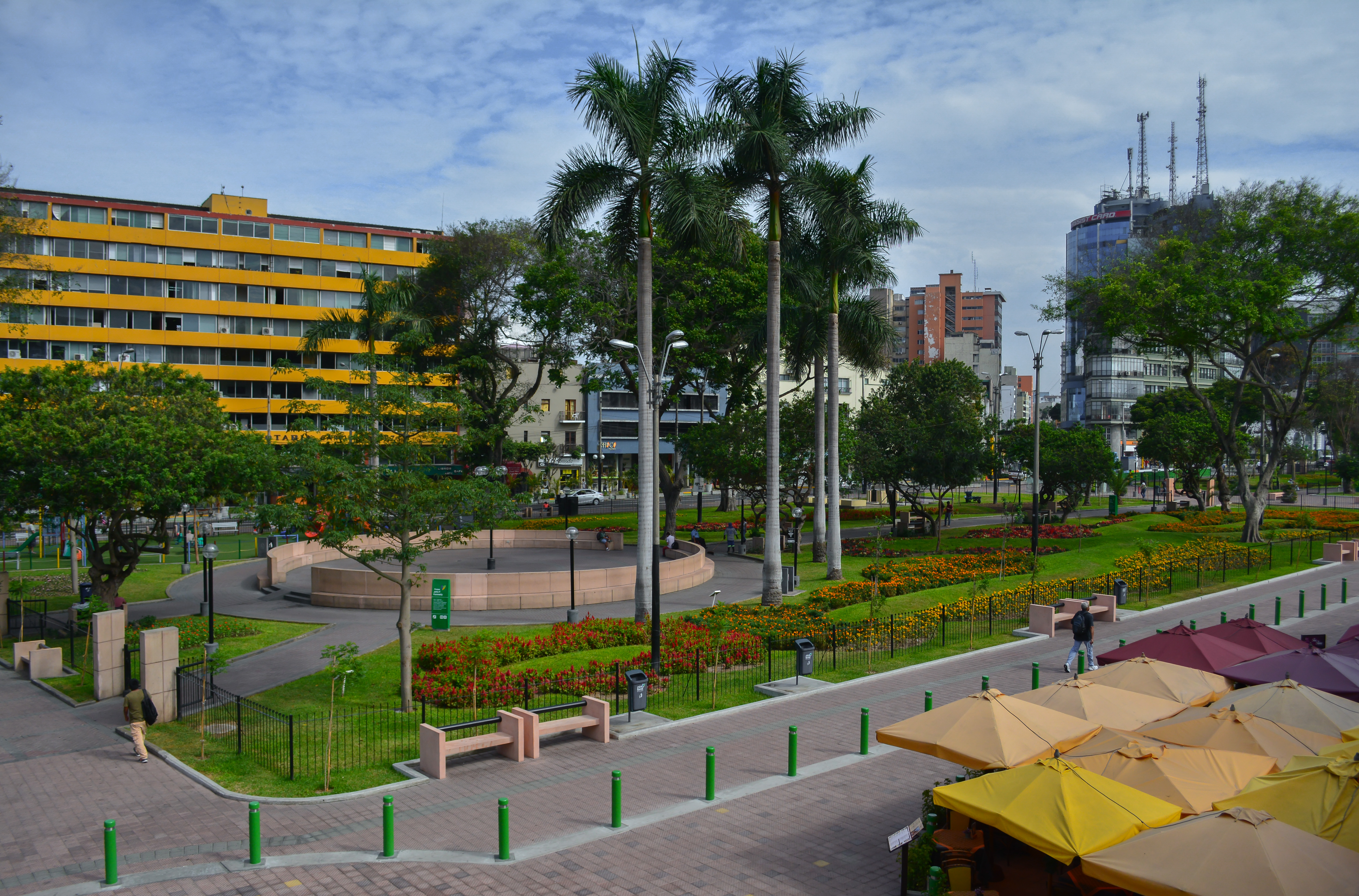
Parque Kennedy.

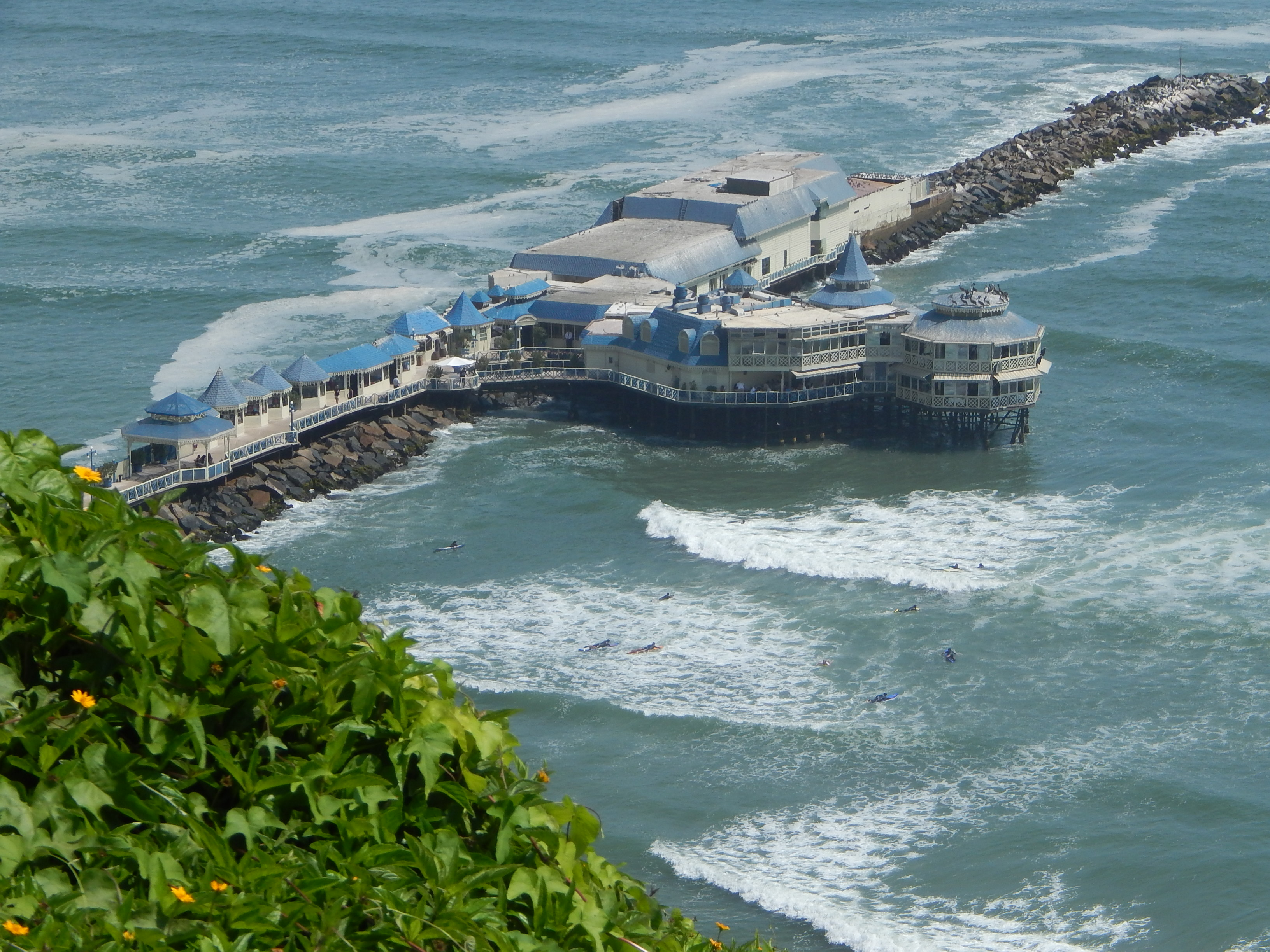
Restaurante, La Rosa Náutica.

En la época virreinal y comienzos de la república, el distrito de Miraflores perteneció a Magdalena Vieja. El pueblo se denominaba, San Miguel de Miraflores. 
El 2 de enero de 1857, el presidente Ramón Castilla, promulgó la Ley aprobada en la Constituyente, para la formación del Registro Cívico. Es así, como en esa fecha y con la Ley Orgánica de noviembre de 1856, se crea el distrito de Miraflores, extendiéndose desde los lindes del Cercado de Lima hasta Barranco. Al mismo tiempo, que termina abarcando en su jurisdicción, a los fundos de Balconcillo, Barboncito, La Palma, Conde San Isidro, Lince, Limatambo, Santa Cruz y Chacarilla del Estanque, además del fundo Armendáriz, junto con las tierras de Leuro y Ocharán.
El distrito recibe su nombre de la Cartuja de Miraflores, fundada por Juan II en 1442, cerca a la ciudad amurallada de Burgos.
Hasta antes de la década de 1920, Miraflores abarcó los actuales distritos de La Victoria (1920), San Isidro (1931), Lince (1936), parte de Santiago de Surco (1944), Surquillo (1949), San Luis (1968) y San Borja (1983).
Miraflores fue el centro de los encuentros entre el virrey Pezuela y el San Martín, el 24 de septiembre de 1820. Además, fue casa de Cabada y Scheel en 1857, y lugar de la batalla de Miraflores en 1881.
La batalla de Miraflores fue un enfrentamiento ocurrido el 15 de enero de 1881, entre las fuerzas del Ejército de Chile y el Ejército del Perú, en el marco de la Campaña de Lima, durante la Guerra del Pacífico. El ejército chileno al mando del general Manuel Baquedano, apoyado por tres buques de la armada chilena, derrotó a las fuerzas atrincheradas en parte de la segunda línea defensiva peruana en Miraflores, dirigida por Nicolás de Piérola luego de más de cuatro horas de combates.
En 1898, colindaba al norte, con los terrenos del fundo Surquillo; al este, con los rieles del ferrocarril a Lima; al sur, con las dos primeras cuadras de José Larco y Porta; y al oeste, con la calle Bellavista;

## Geografía y límites distritales

### Ubicación
El distrito de Miraflores se encuentra en la zona oeste de la ciudad de Lima y forma parte de la subregión Lima Centro. Cuenta con una superficie de 9,62 km² y su altitud media es de 79 m s.n.m. 

### Límites
Limita al norte con el distrito de San Isidro mediante la avenida Angamos Oeste, las calles Francisco Tudela y Varela, Alfredo Salazar y José del Llano Zapata, la avenida Emilio Cavenecia, el óvalo Gutiérrez y las avenidas Santa Cruz y Andrés Aramburú. Luego colinda al este con el distrito de Surquillo a través de la avenida Paseo de la República, las avenidas Ricardo Palma, Andrés Avelino Cáceres y República de Panamá. Después el límite atraviesa la avenida Roca y Boloña, la calle Manuel Almenara y la avenida Manuel Arce de Oliva. Seguidamente continúa al noreste mediante las calles Genaro Castro Iglesias, Juan José Calle y Alejandro Deustua. 
Posteriormente colinda al este con el mismo distrito a través de la avenida Tomás Marsano. Después limita al sureste con el distrito de Santiago de Surco por medio de la misma avenida y las avenidas Alfredo Benavides y La Merced.
Seguidamente colinda al sur con el mismo distrito a través de las calles Cahuide, Simón Salguero, José María de la Jara y Ureta, Juan Santos, Eduardo H. La Torre Villamonte, Augusto Gildemeister, Manuel Augusto Olaechea y Magan y Balta. Luego el límite gira por medio de los jirones Honduras, Pedro Irigoyen Diez Canseco, las calles Nicaragua, Miguel Aljovín y las avenidas 28 de Julio y República de Panamá.
Después colinda también al sur con el distrito de Barranco por medio de las calles Caraz Málaga, Ramón Ribeyro y la avenida Tejada. Posteriormente el límite continúa al suroeste a través de la Quebrada de Armendáriz.

Enseguida colinda al oeste con el océano Pacífico y finalmente limita al noroeste nuevamente con el distrito de San Isidro mediante la Bajada Los Delfines, la calle Jorge Polar y la avenida General Córdova.
| Noroeste: Océano Pacífico / Distrito de San Isidro | Norte: Distrito de San Isidro / Distrito de Surquillo     | Nordeste: Distrito de Surquillo        |
| Oeste: Océano Pacífico                             |                                                           | Este: Distrito de Surquillo            |
| Suroeste: Océano Pacífico / Distrito de Barranco   | Sur: Distrito de Barranco / Distrito de Santiago de Surco | Sureste: Distrito de Santiago de Surco |

## Hitos y estructura urbana
Son múltiples las organizaciones sociales originarias y propias del distrito. Entre ellas, ligadas a la historia lejana y reciente del distrito de Miraflores se hallan importantes clubes sociales peruanos que aquí tienen su sede principal, como: el Club Tenis Las Terrazas, el Club Suizo, el Club Waikiki y el Club Social Miraflores.
En el distrito de Miraflores se encuentra la sede principal de la Alianza Francesa de Lima, así como instituciones educativas como el Markham College, el Colegio San Silvestre, el Colegio Nuestra Señora del Carmen, el Colegio Mater Purissima, el Colegio Peruano Alemán Alexander von Humboldt, el Colegio Suizo Pestalozzi, el Colegio Miraflores School, el Colegio Santa Rita de Casia, el Colegio San Jorge de Miraflores, el Colegio Juana Alarco de Dammert, el Colegio Scipión E. Llona, el Colegio Adventista Miraflores, el Colegio La Reparación y el Colegio Hosanna.
Además, se encuentra el Instituto Raúl Porras Barrenechea de la Universidad de San Marcos, instalaciones de la Universidad Científica del Sur, el Campus Lima de la Universidad de Piura con su Centro Cultural, la Facultad de Psicología y de Educación de la Universidad Peruana Cayetano Heredia, Facultades de la Universidad Alas Peruanas, el Instituto de Gobierno y de Gestión Pública de la Universidad San Martín de Porres, un campus de la Universidad San Ignacio de Loyola y la Facultad de Oceanografía, Pesquería, Ciencias Alimentarias y Acuicultura de la Universidad Nacional Federico Villarreal, el Centro Preuniversitario Ricardo Palma, el Centro Cultural Cori Wassi de la Universidad Ricardo Palma y el Instituto Peruano de Investigaciones Genealógicas.
Asimismo, en el distrito se puede encontrar arquitectura republicana bien conservada. Dos ejemplos son la Casona Pardo, perteneciente a la familia Prado, y la Casa García-Alvarado, residencia ubicada frente al actual Parque Kennedy en la avenida José Larco, y en la cual habitó el exalcalde de Miraflores, Genaro Castro, junto con su familia.

## Cines y teatros
- Cineplanet Alcázar
- Cinerama El Pacífico
- Teatro La Plaza
- Cine - Teatro Colina
- Cinépolis Larcomar
- Teatro Británico
- Teatro de Lucía
- Teatro Marsano
- Teatro Canout

## Atractivos turísticos

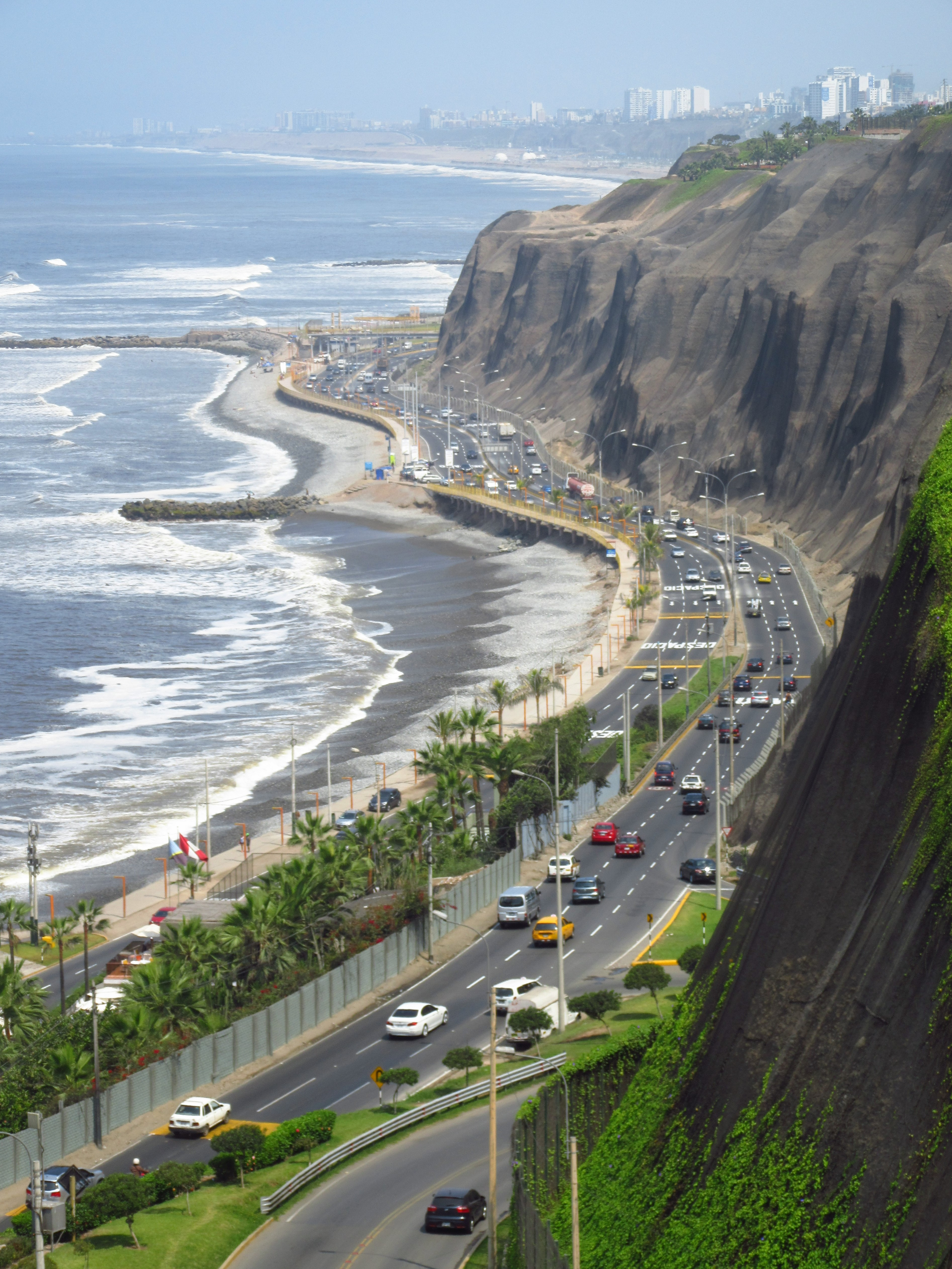
El Circuito de Playas de la Costa Verde atravesando el distrito de Miraflores.

Miraflores posee muchos atractivos turísticos. Asimismo, por su grado de seguridad, es preferido por un gran número de turistas extranjeros. Es por ello, que los hoteles más modernos de Lima se encuentran en este distrito. Los atractivos turísticos más conocidos de Miraflores son:
- Huaca Pucllana: fue de los centros ceremoniales administrativos más importantes de la cultura Lima, la huaca ocupa un tamaño aproximado de 6 hectáreas (Originalmente, era de 18 hectáreas). Se estima que fue construida en el siglo VI, después de Cristo. Actualmente, es una de las huacas mejores conservadas de la ciudad de Lima. Fue puesta en valor a partir de 1983.
- Parque Central de Miraflores: situado en el corazón de Miraflores este parque, que incluye el Parque Kennedy, es muy concurrido por el comercio que se encuentra en sus alrededores. En este parque, vienen artistas a ofrecer sus pinturas y esculturas de madera. También vienen grupos de música criolla y folclore. Al frente de este parque, se encuentra la iglesia de Miraflores (la iglesia de la medalla milagrosa) y la municipalidad del distrito; y muy cerca se encuentra la calle de las pizzas en donde hay un gran número de restaurantes especializadas en esta comida italiana. El Parque Kennedy tiene la peculiaridad de estar habitado por manadas de gatos, que alguna vez tuvieron hogar en la Iglesia Virgen Milagrosa. Luego fueron soltados y se reprodujeron. Actualmente, las personas que fluyen por la zona conviven con ellos y los alimentan, por lo cual, los gatos parecen más domésticos que callejeros.
- Centro comercial Larcomar: ubicado en el antiguo Parque Salazar, en un acantilado al pie del Mar de Grau u océano Pacífico, desde donde se aprecia una excelente vista del litoral limeño; este centro comercial está enclavado en la roca y cuenta con varios niveles de numerosas tiendas de todo tipo, locales de alimentación, bares. El reconocido centro comercial de Miraflores solía tener un moderno multicine, hasta que en noviembre de 2016, un incendio lo consumió, causando la muerte de 4 personas. Lo que ocasionó el cierre definitivo de las salas de cine. Atrás de este centro comercial, se ubican dos emblemáticos edificios que son considerados los más modernos de Miraflores (las torres Parque Mar y Marriott International).
- Instituto y Casa-Museo Raúl Porras Barrenechea: la casa del ilustre maestro sanmarquino y diplomático, Raúl Porras Barrenechea, declarada monumento histórico y artístico, por lo cual se conserva, custodia y exhibe permanentemente todas sus obras de arte, mobiliario, pinturas, esculturas, fotografías, recuerdos familiares y personales, el archivo Porras y el museo de los escritores peruanos. Forma parte de la Ruta Literaria "Mario Vargas Llosa". Actualmente, cumple las funciones de casa-museo, biblioteca especializada y centro de investigaciones de la Universidad Nacional Mayor de San Marcos.Bajada de Armendáriz, autopista emblemática del distrito de Miraflores.

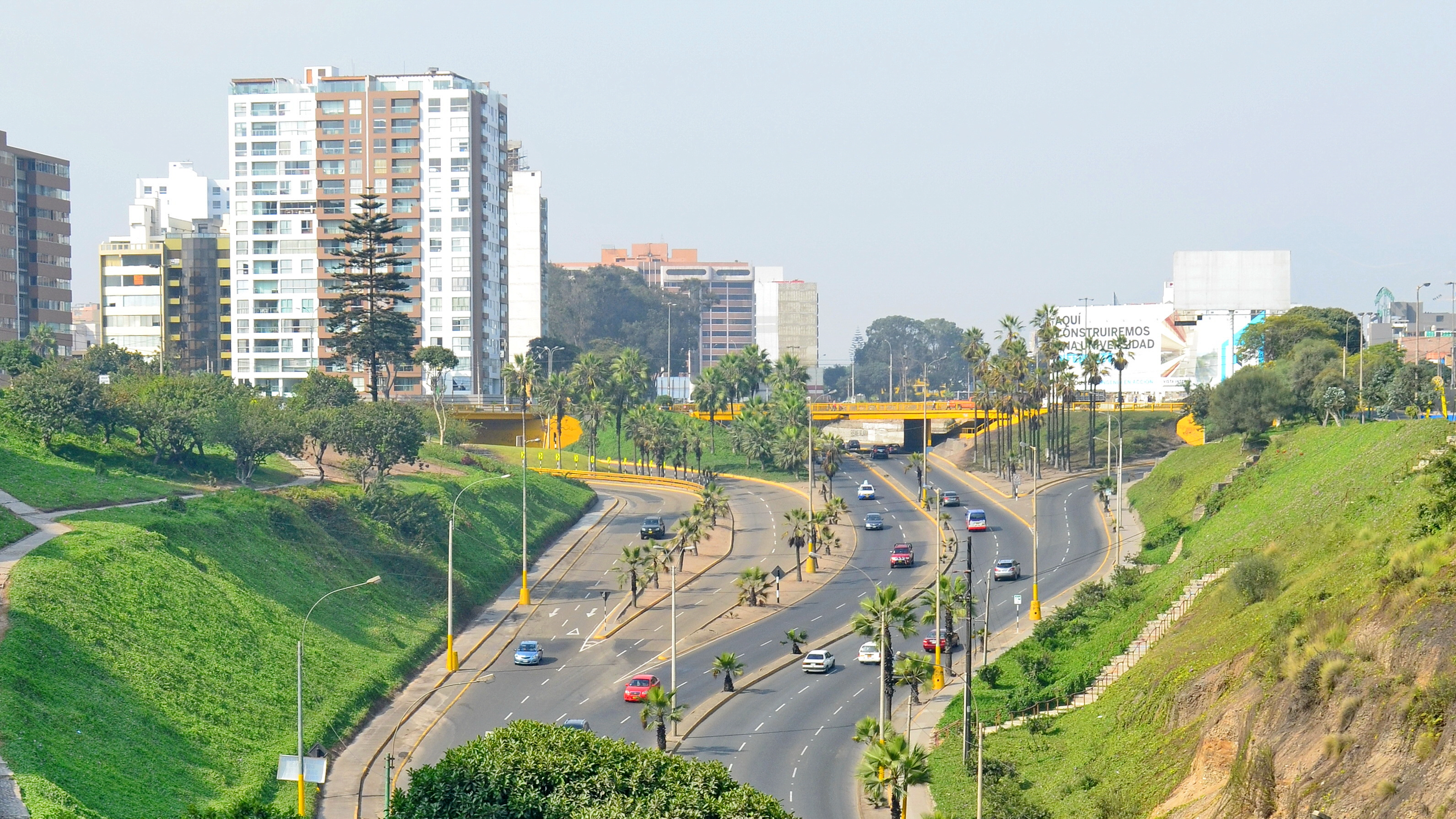
Bajada de Armendáriz, autopista emblemática del distrito de Miraflores.

- Casa-Museo Ricardo Palma: la casa donde residió el célebre escritor Ricardo Palma, es un claro ejemplo de la arquitectura miraflorina de inicios del siglo XX, conserva varios objetos del escritor como el lecho donde pasó sus últimos días y la pluma con la que escribió sus Tradiciones Peruanas.

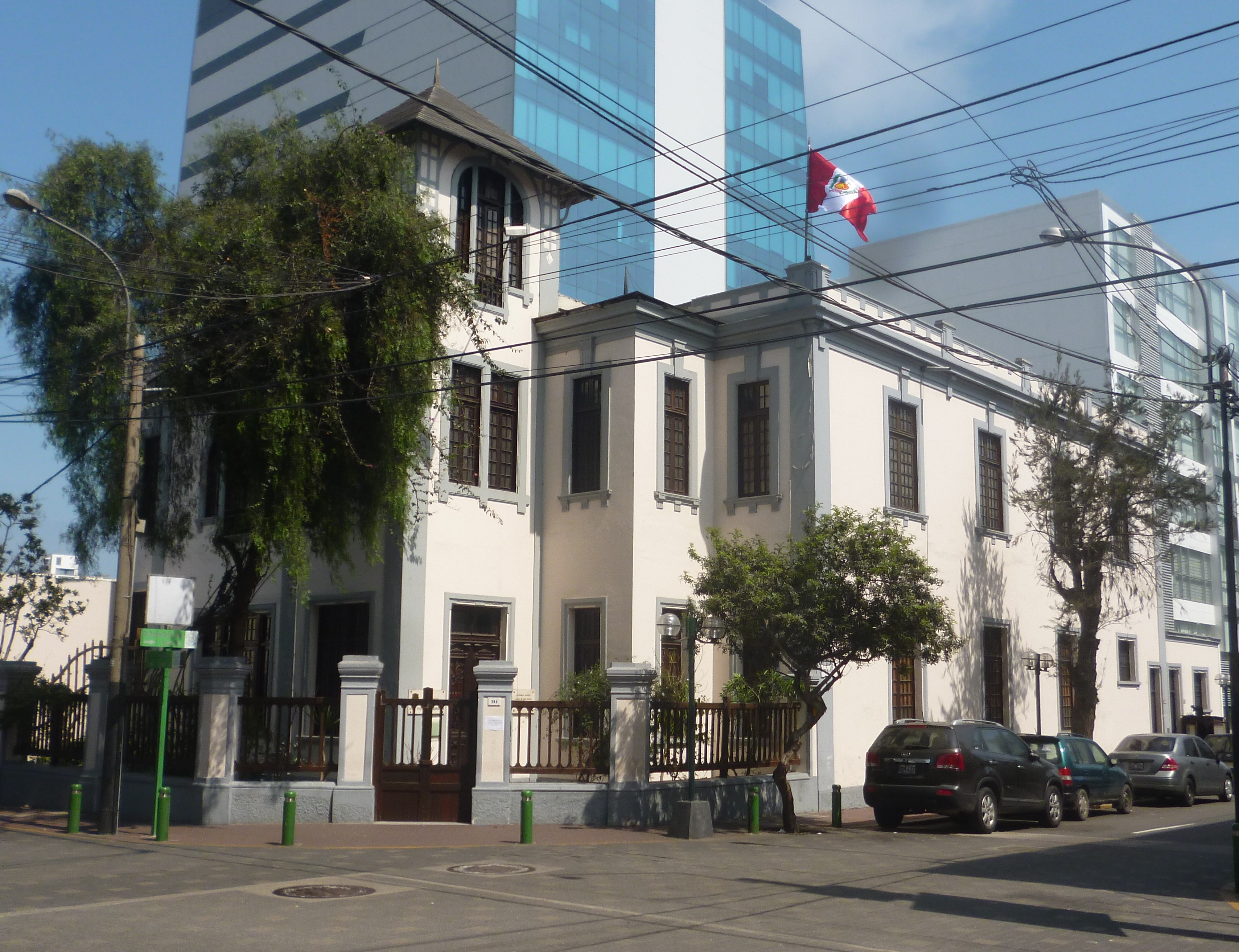
El histórico Instituto Raúl Porras Barrenechea de la Universidad de San Marcos, creado en memoria del destacado intelectual peruano, ha sido por muchas décadas unos de los principales focos intelectuales de la capital. Actualmente, cumple las funciones de casa-museo, biblioteca especializada y centro de investigaciones.

- Museo de Sitio en el Parque Reducto N.º 2: uno de los lugares donde se llevó a cabo la Batalla de Miraflores, el 15 de enero de 1881. Los rezagos del ejército peruano, reforzados por la población civil, en especial los jóvenes que aún no habían muerto durante la Guerra del Pacífico, hicieron frente a un invasor que llegaba con desproporcionada superioridad numérica y de armamento. En el lugar se ha construido una bella réplica a escala 1:1 de la estación de tren de Miraflores, que antiguamente quedaba en la esquina de la Alameda Ricardo Palma con Paseo de la República, por donde transcurría el tren Lima-Chorrillos, hoy vía expresa o "zanjón". Se exhibe una antigua locomotora y la réplica de la estación incluye un pequeño Museo de Sitio.
- Vuelos en Parapente sobre los acantilados: Miraflores se ha vuelto la capital de los Parapentes y al mismo tiempo los Parapentes se han convertido en parte importante de la imagen de Miraflores, todos los días a partir del mediodía se les ven surcando los aires ya sean en vuelos deportivos o en vuelos turísticos para pasajeros de todas las edades y pesos. La zona del despegue se encuentra en el Malecón Cisneros a pocos metros del parque del amor y la seguridad está garantizada, pues el municipio guarda estricto control sobre las medidas de seguridad.
- Sala Museo Oro del Perú: ubicado en el centro comercial Larcomar, cuenta con ocho salas con una muestra permanente de piezas de oro, plata y otros metales de las principales culturas precolombinas del norte del Perú, ha sido dotado de la más moderna tecnología en iluminación y un sistema gratuito de auditour. En la muestra el visitante podrá admirar no solo la belleza y complejidad del arte precolombino, sino que se transportará imaginariamente a la época de los Chimús y Sicán. La Sala Museo cuenta además con una galería de exposiciones itinerantes.Parapentes en el malecón de Miraflores.

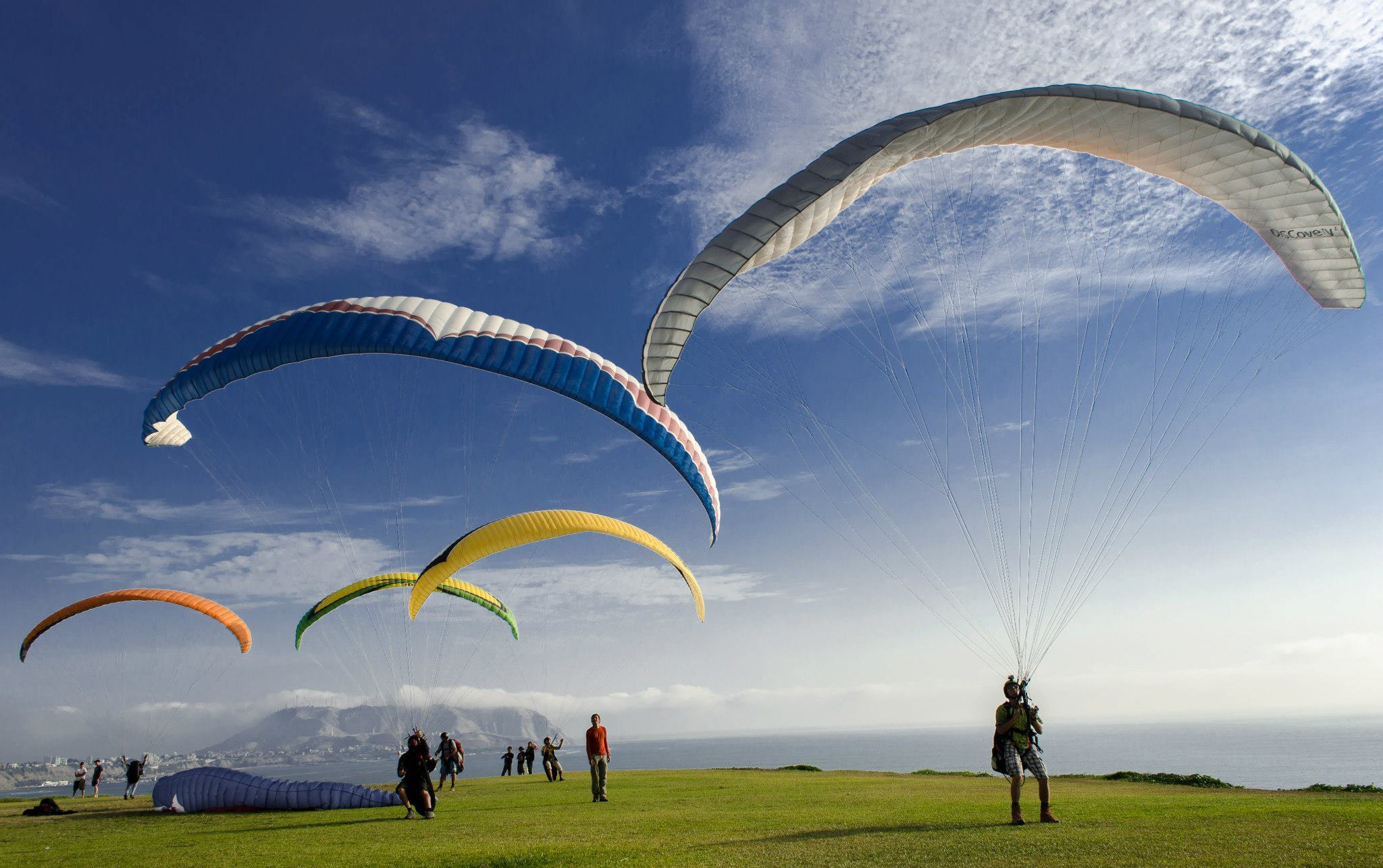
Parapentes en el malecón de Miraflores.

- Sala Luis Miró Quesada Garland: es un centro de arte contemporáneo sin fines de lucro donde se gestan proyectos individuales y colectivos, relacionados principalmente a las artes visuales. Fue fundada en 1984, por el crítico de arte, Luis Lama Manzur, bajo el nombre "Sala de Exposiciones de la Municipalidad de Miraflores". La primera exposición se inauguró el 17 de julio de 1984, con una muestra antológica del artista David Herskovitz. Posteriormente, se cambió el nombre a la sala en honor a la memoria del arquitecto Luis "Cartucho" Miró Quesada Garland, gran colaborador de la Municipalidad de Miraflores, propulsor del "Grupo Espacio" y uno de los críticos de arte más importantes del Perú. Actualmente, la SLMQG recibe un público muy diverso y un promedio de 100 000 visitantes por año dada su gran ubicación en el corazón de Miraflores y la relevancia de las muestras de artes visuales que allí se realizan.
- Museo Amano: Museo textil precolombino.

## División Administrativa
El cuadro muestra el centro poblado que pertenece al distrito de Miraflores.
| Centro Poblado | Tipo de Centro Poblado |
| -------------- | ---------------------- |
| Miraflores     | Urbano                 |

## Autoridades

### Municipales
| Cargo    | Autoridad electa                  | Partido político | Partido político         |
| -------- | --------------------------------- | ---------------- | ------------------------ |
| Alcalde  | Carlos Canales Anchorena          |                  | Renovación Popular       |
| Regidor  | Alexander Von Ehren               |                  | Renovación Popular       |
| Regidora | Ana María Lavado Landeo           |                  | Renovación Popular       |
| Regidor  | Francisco Xavier Barrón de Olarte |                  | Renovación Popular       |
| Regidora | Betzabe Noriega Sarria de Chu     |                  | Renovación Popular       |
| Regidor  | Paolo Mesía Macher                |                  | Renovación Popular       |
| Regidora | Denisse Mac Cubbin Bernaola       |                  | Renovación Popular       |
| Regidora | Nancy Pérez Gonzales              |                  | Renovación Popular       |
| Regidor  | Gustavo Alva Oliva                |                  | Somos Perú               |
| Regidor  | Max Crespo Loayza                 |                  | Acción Popular           |
| Regidor  | Renato Otiniano Buquich           |                  | Partido Morado           |
| Regidor  | José Carlos Rosas Zarich          |                  | Alianza para el Progreso |

### Policiales
- Comisario: Cmdte. PNP Fredy Hucharo Zárate

### Religiosas
- Parroquia Virgen Milagrosa
  - Párroco: Pbro. Alfonso Guerra.
- Parroquia Nuestra Señora de Fátima[6]
  - Párroco: Carlos Cardó Franco S. J.
- Sinagoga 1870
  - Rabino: Guillermo Bronstein[7]

## Transporte
El Metropolitano es el transporte más ocupado y transitado por los ciudadanos limeños para el ingreso a sus labores, universidades, institutos, entre otros. En el distrito se ubican las siguientes estaciones:
- Estación 28 de Julio: ubicado en el cruce de las avenidas Luis Fernán Bedoya Reyes y 28 de Julio.

- Estación Benavides: ubicado en el cruce de las avenidas Luis Fernán Bedoya Reyes y Alfredo Benavides.

- Estación Ricardo Palma: ubicado en el cruce de las avenidas Luis Fernán Bedoya Reyes y Ricardo Palma.

## Hermanamientos

### En el extranjero
| - Montilla, Córdoba, España. - San José, Costa Rica (desde 1993). - Sonsonate, El Salvador (desde 2004). - Las Condes, Chile (desde 2010). - Punta del Este, Uruguay (desde 2014). - Ibarra, Ecuador (desde 2015). - Viña del Mar, Chile (desde 2015). - San José Villanueva, El Salvador (desde 2015). - Villa María (Córdoba), Argentina (desde 2017). - Peñaflor (Chile), Chile (desde 2019). - La Reina, Chile (desde 2019). - Miguel Hidalgo, México (desde 2020). | - Montevideo, Uruguay (desde 2020). - Lárisa, Grecia (desde 2020). - Guayaquil, Ecuador (desde 2020). - Santa Bárbara (California), Estados Unidos (desde 2021). - Praga 3, Chequia (desde 2021). - Edmond (Oklahoma), Estados Unidos (desde 2021). - Mar del Plata, Argentina (desde 2021). - Mérida (Yucatán), México (desde 2021). - Tamanique, El Salvador (desde 2021). - Santa Tecla, El Salvador (desde 2022). - Shibuya (Tokio), Japón (desde 2023). - Pudahuel, Chile (desde 2024). |

### Nivel nacional
- Oxapampa, Perú (2003).[36]
- Huacapon, Perú (2003).[37]
- Chumbivilcas, Perú (2003).[38]
- Vilque, Perú (2003).[39]
- Chinchero, Perú (2003).[40]
- Mañazo, Perú (2003).[41]
- Pachangara, Perú (2003).[42]
- Ajoyani, Perú (2003).[43]
- Cabanilla, Perú (2003).[44]
- Santa Rosa, Perú (2003).[45]
- Ituata, Perú (2003).[46]
- Huacullani, Perú (2003).[47]
- Usicayos, Perú (2003).[48]
- Atuncolla, Perú (2003).[49]
- Huata, Perú (2003).[50]
- Paucartambo, Perú (2003).[51]
- Huayaga, Perú (2003).[52]
- Tambillo, Perú (2003).[53]
- Miraflores, Perú (2003).[54]
- Acos Vinchos, Perú (2003).[55]
- Cerro Colorado, Perú (2003).[56]
- Andahuaylas, Perú (2004).[57]
- Sto. Tomas Pata, Perú (2011).[58]
- Pisco, Perú (2016).[59]
- Huamanga, Perú (2018).[60]
- Urubamba, Perú (2019)[61][62]
- San Juan Bautista, Perú (2019).[63]
- Ticlacayan, Perú (2019).[64]
- Pacasmayo, Perú (2020).[65]
- San Borja, Perú (2020).[66][67]
- Machupicchu, Perú (2020).[68][69]
- Ollantaytambo, Perú (2020).[68][70]
- Huanchaco, Perú (2021).[71]

### Convenios
- Santiago de Surco, Perú (2016).[72]
- Barranco, Perú (2019).[73][74]
- Lima, Perú (2021).[75]

## Galería

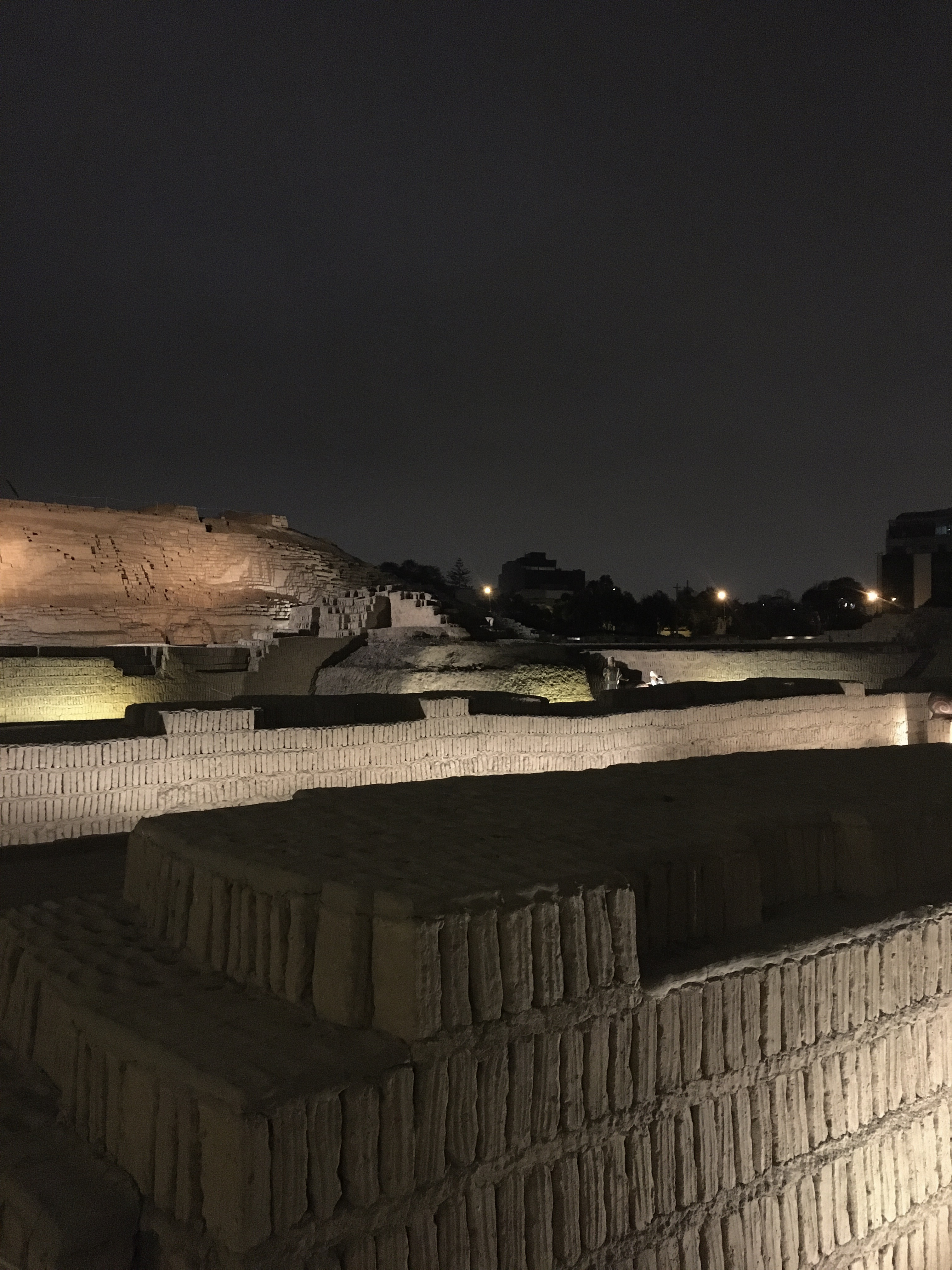
Huaca Pucllana de noche.
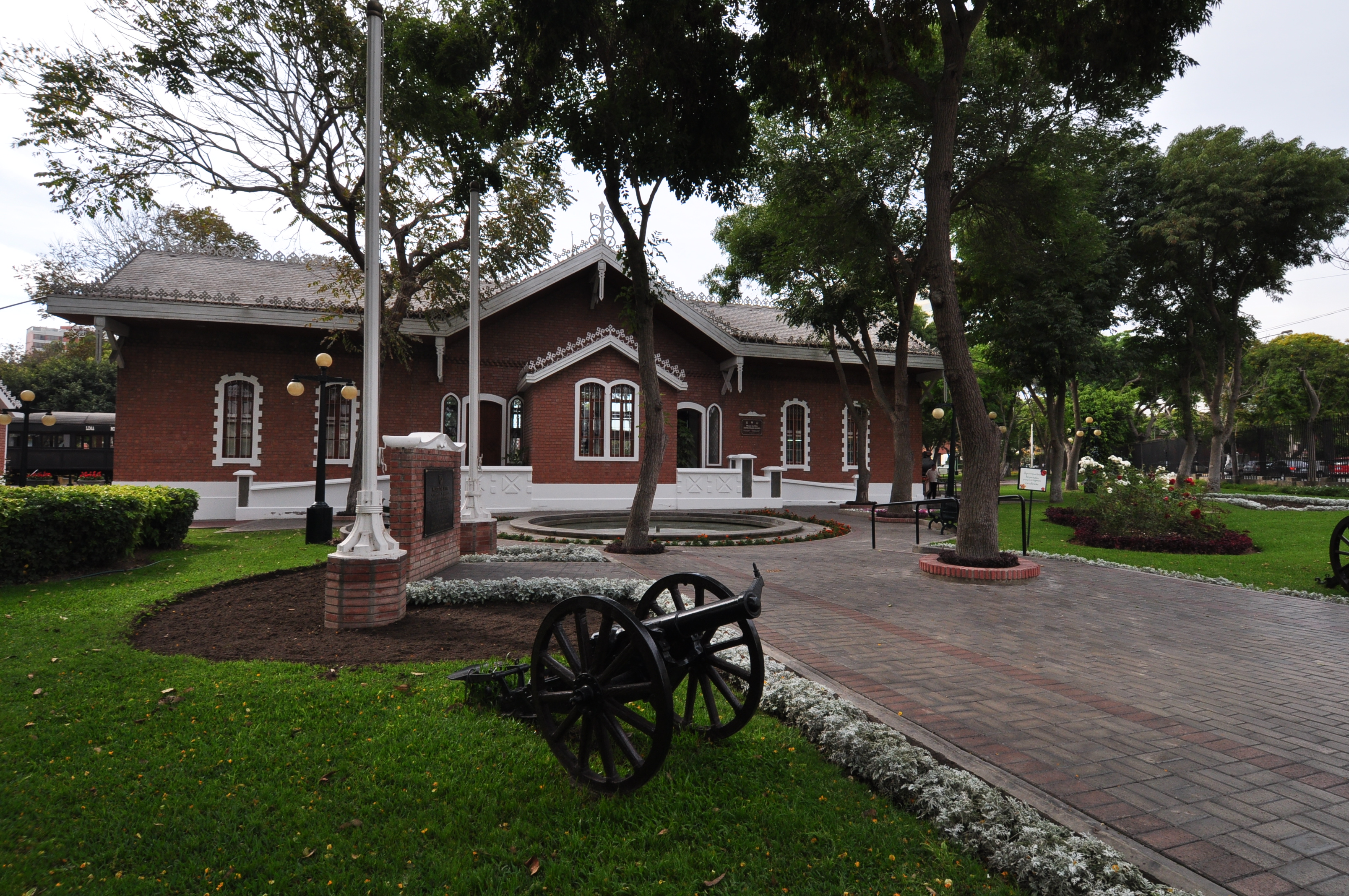
Parque Reducto n.º 2.
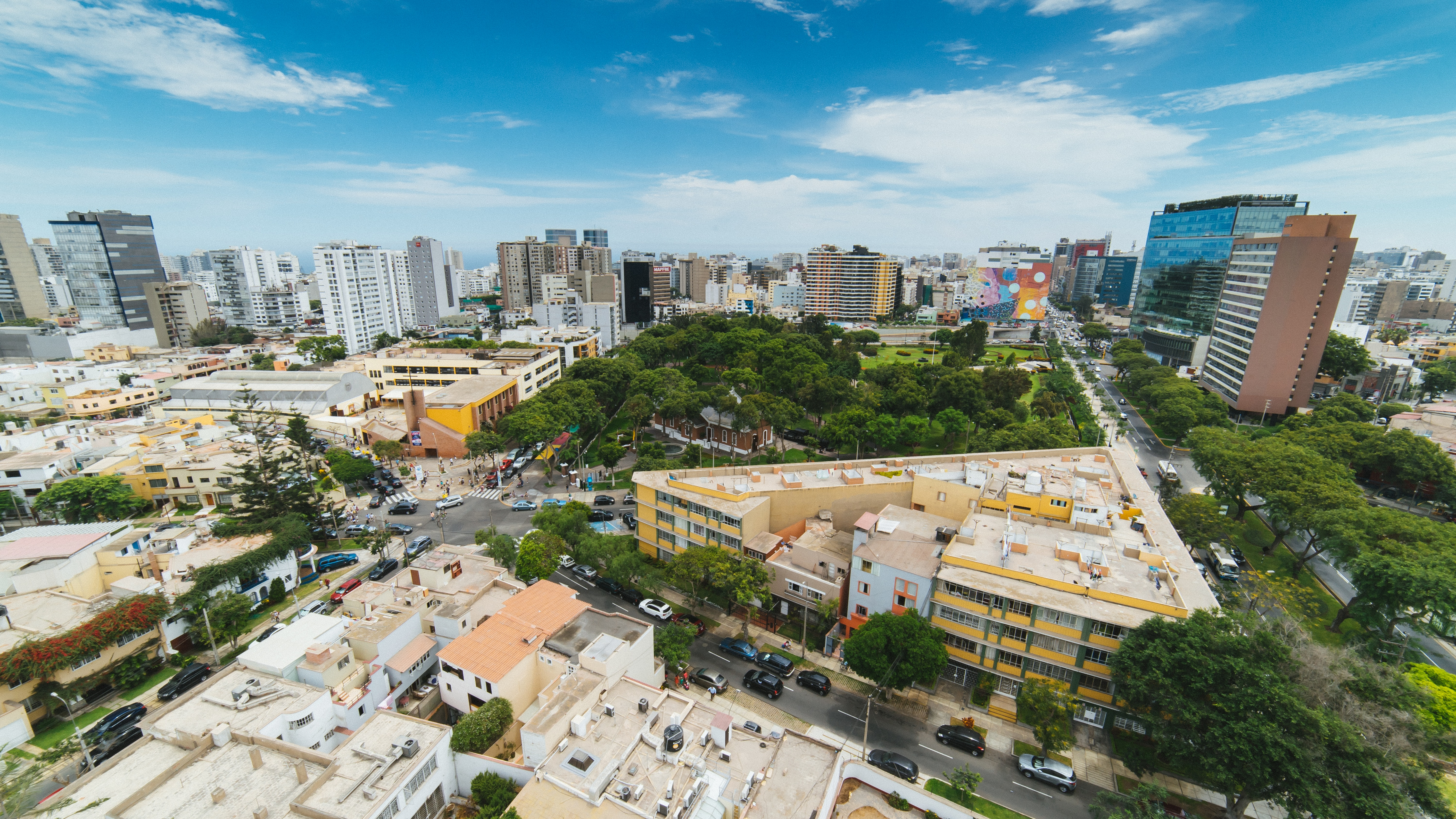
Edificios en Miraflores.
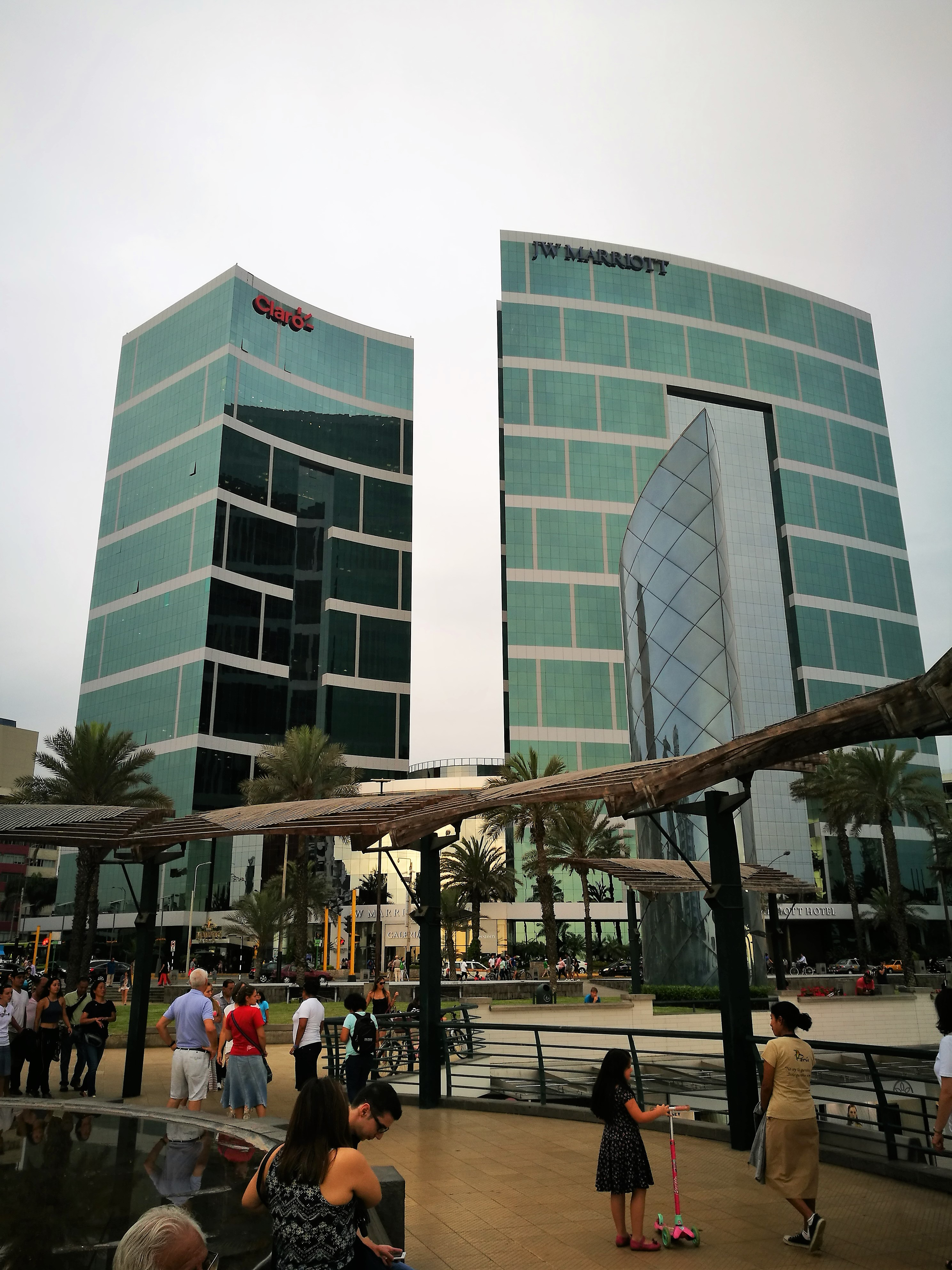
Torres Telmex (ahora Torre Claro) y Marriott en Miraflores.
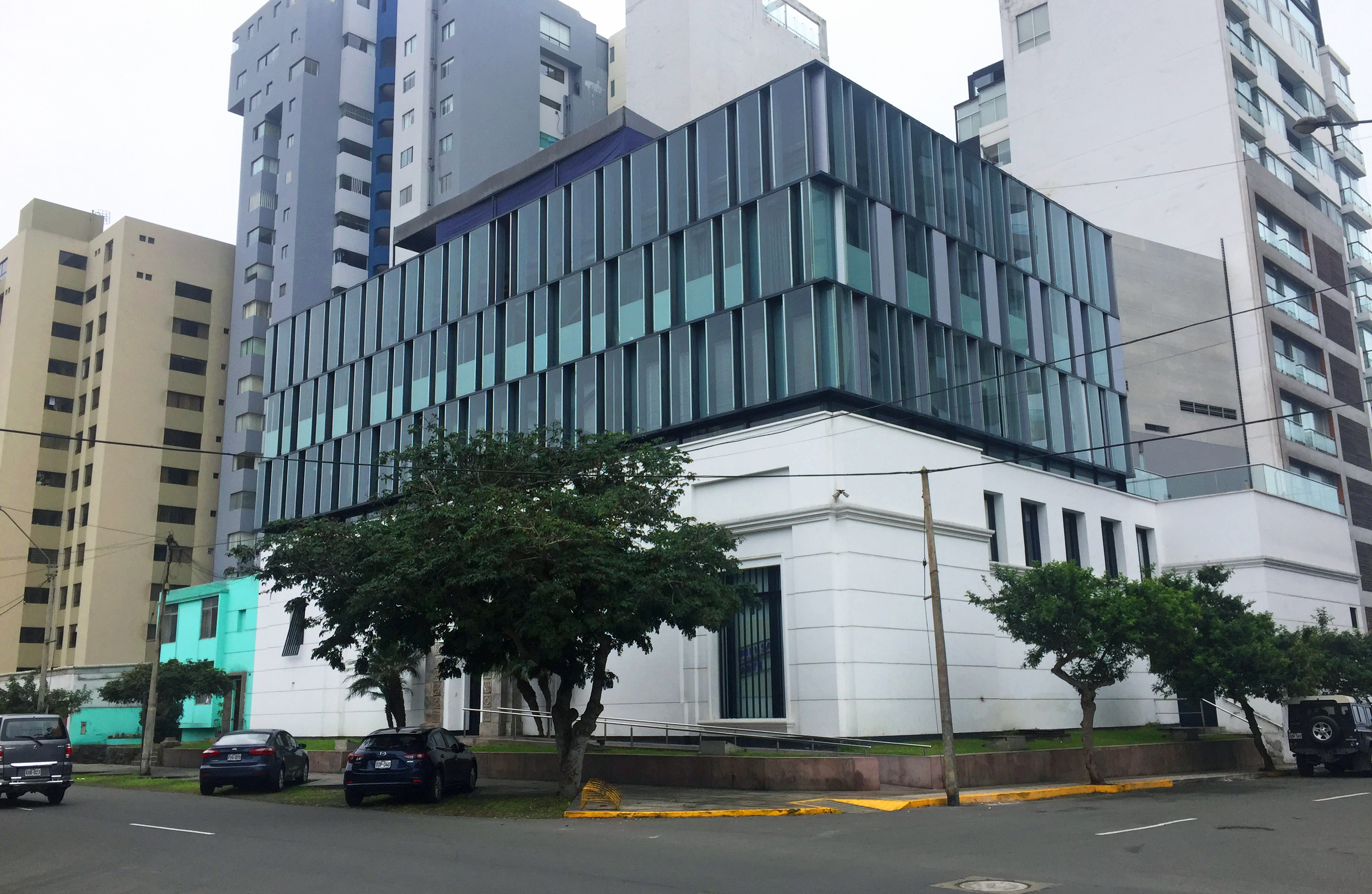
Casa del arquitecto Emilio Harth-Terre (hoy sede de la Municipalidad de Miraflores).

## En la literatura
El distrito de Miraflores aparece en varias novelas del Premio Nobel de literatura Mario Vargas Llosa, como: La ciudad y los perros, Los Cachorros y Travesuras de la niña mala. Asimismo, apareció en algunos cuentos de Julio Ramón Ribeyro.